# 4663 Falta
4663 Falta је астероид. Приближан пречник астероида је 28,77 ,
а средња удаљеност астероида од Сунца износи 3,212 астрономских јединица (АЈ).
Инклинација (нагиб) орбите у односу на раван еклиптике је 14,897 степени, а орбитални период износи 2103,104 дана (5,757 година). Ексцентрицитет орбите астероида износи 0,059.
Апсолутна магнитуда астероида износи 12,00 а геометријски албедо 0,033.
Астероид је откривен 27. септембра 1984. године.